# Mike Vanderjagt
Michael John Vanderjagt (Oakville, 24 marzo 1970) è un giocatore di football americano canadese che ha militato nel ruolo di kicker nella Arena Football League (AFL), nella Canadian Football League (CFL) e nella National Football League (NFL).

## Carriera
Vanderjagt giocò nella NFL per nove stagioni, principalmente per gli Indianapolis Colts. Fu il kicker dei Colts dal 1998 al 2005 e fu membro dei Dallas Cowboys nella sua ultima stagione nella NFL nel 2006. Disputò anche quattro stagioni nella Canadian Football League, dove trascorse tre stagioni con i Toronto Argonauts e una con i Saskatchewan Roughriders.
Vanderjagt si ritirò come il kicker più accurato della storia della NFL tra quelli con almeno 100 field goal tentati, segnando l'86,5% dei suoi calci, al 2020 essa rimane la nona percentuale della storia della lega. Durante la sua carriera nella CFL, Vanderjagt vinse due Grey Cup e ricevette il Dick Suderman Trophy nel 1996 come miglior giocatore canadese della Grey Cup. La sua stagione di maggior successo nella NFL fu nel 2003 quando divenne il primo kicker della storia a segnare tutti i tentativi di field goal e di extra point durante la stagione regolare e i playoff, venendo convocato per il Pro Bowl e inserito nella formazione ideale della stagione All-Pro. Nel corso della sua carriera commise anche errori di alto profilo nei playoff e generò controversie per la sua personalità schietta e per le sue abitudini.

## Palmarès

### Franchigia
- Grey Cup: 2

Toronto Argonauts: 84ª, 85ª

### Individuale
- Convocazioni al Pro Bowl: 1

2003
- First-team All-Pro: 1

2003
- PFWA All-Rookie Team - 1998